# Tata SE

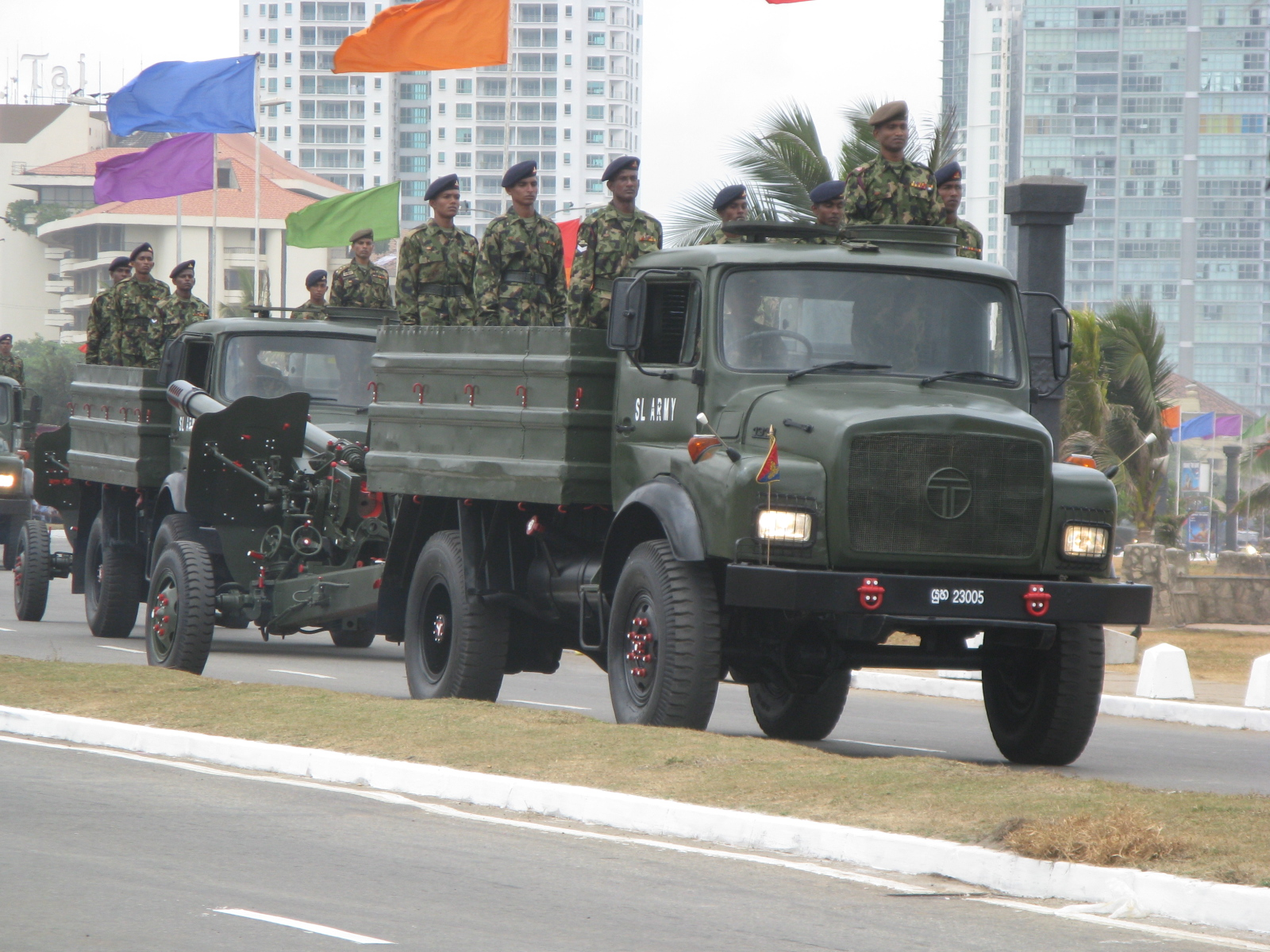

Tata SE — це вантажівка з переднім керуванням та повною масою 16200 кг. На цій вантажівці Tata встановлений двигун Tata 697 TCIC CRDi об'ємом 5675 куб.см із технологією EGR, потужністю 136 к.с. і максимальним моментом, що крутить, 490 Нм. Двигун вантажівки Tata SE поєднується з 6-ступінчастою механічною (6F+1R) коробкою передач з тросовим перемиканням, що забезпечує чудовий пробіг. Ця вантажівка Tata SE має колісну формулу 4x2. Колісна база 4225 мм дозволяє цій вантажівці Tata пропонувати довжину кузова, що підходить для різних видів застосування. Пневматичні гальма забезпечують чудову безпеку в Tata SE, а напівеліптична підвіска на листових ресорах попереду забезпечує гарну якість їзди. Більш детальна інформація про характеристики вантажівки Tata SE, такі як пробіг, місткість паливного бака, шини, підвіска, фотографії тощо, доступна в розділах вище, Це значною мірою базується на Mercedes-Benz Kurzhauber конкурувати з Scania-Vabis L75, Volvo Viking, & Volvo Titan.

## Двигуни
- 5,7 л Tata 697 TCIC CRDi 136 к.с.